# پیر هارمل
پیر هارمل (انگلیسی: Pierre Harmel؛ ۱۶ مارس ۱۹۱۱ – ۱۵ نوامبر ۲۰۰۹) یک سیاست‌مدار اهل بلژیک بود. پیر هارمل در ۱۵ نوامبر ۲۰۰۹ در سن ۹۸ سالگی درگذشت.